# Acacia nilotica subsp. adstringens
Acacia nilotica subesp. adstringens es una subespecie botánica de árbol perenne. No está listada como amenazada. Es difícil de hallar sin la compañía de Acacia karoo.

## Hábitat
Su endemismo incluye África, Asia,  océano Índico y el Oriente Medio donde se encuentra en regiones Sudanesas arboladas; en el Sahel en la zona de transición regional: en arbolado.

## Taxonomía
Acacia nilótica subesp. adstringens fue descrita por  (Schumach. & Thonn.) Roberty y publicado en London Journal of Botany 5: 97. 1846.
Etimología
Ver: Acacia: Etimología
nilótica: epíteto geográfico que alude a su localización en la región del río Nilo.
Sinonimia
- Acacia adansonii Guill. & Perr.
- Acacia adstringens (Schum. & Thonn.) Berhaut1
- Acacia arabica (Lam.) Willd. var. adstringens (Schum. & Thonn.)Baker f.
- Acacia nilotica (L.) Delile subsp. adansonii (Guill. & Perr.)Brenan
- Mimosa adstringens Schum. & Thonn.

## Nombres comunes
Algunos de sus nombres comunes son  Cassie, Piquants Blancs y Piquant Lulu,  Acacia babul,  Mimosa espinosa,   Acacia gomífera.  